# Abzugsgewicht
Das Abzugsgewicht (auch Abzugswiderstand) ist ein Maß für die Kraft, 
die ein Schütze am Abzug aufwenden muss, um eine Schusswaffe abzufeuern. Je geringer das Abzugsgewicht umso besser ist die Präzision beim Schießen. Es wird in den Regelwerken als Masse in Gramm angegeben. 

## Verwendung
Besondere Beachtung findet das Abzugsgewicht bei Sportwaffen, bei diesen lässt sich das Abzugsgewicht in der Regel an den Schützen und die Disziplin aus der Sportordnung anpassen.
Im Schießsport definiert der Begriff Abzugsgewicht spezifisch die Kraft, der der Abzug widerstehen muss, bevor sich der Schuss löst. Prüfgewichte für die Kontrolle der Waffen vor Wettkämpfen entsprechen daher dem Abzugsgewicht aus der jeweiligen Sportordnung, die Waffe darf bei diesem Gewicht noch nicht auslösen.
Typische Abzugsgewichte in den Pistolendisziplinen im Schießsport (nach DSB Sportordnung) sind:
- 30 g für eine Freie Pistole (entspricht 0,2943 N)
- 500 g für eine Luftpistole (4,905 N)
- 1000 g für eine Olympische Schnellfeuerpistole (9,81 N; das minimale Abzugsgewicht war bis Ende 2004 nicht reglementiert und lag bis dahin bei etwa 50 g/0,4905 N)
- 1000–1400 g für eine Sportpistole (9,81–13,734 N) das minimale Abzugsgewicht betrug bis vor ein paar Jahren in den Männerdisziplinen 1360 g – seither liegt das Gewicht wie in den Frauendisziplinen bei 1000 g)
- 1000–1400 g für eine Standardpistole
- 1000–1400 g für eine Zentralfeuerpistole (das minimale Abzugsgewicht betrug bis 2004 1360 g, aktuell[1] 1000 g)
- 1000–1500 g für Großkaliberpistole und -revolver

Typische Werte für Gebrauchspistolen liegen im Bereich von ca. 2500 bis 4500 g. Diese hohen Werte erhöhen die Sicherheit beim Umgang mit der Waffe unter Stress.